# St. George's Bay (Newfoundland en Labrador)
St. George's Bay of Bay St. George (Frans: Baie Saint-George) is een baai van ruim 2200 km² in de Canadese provincie Newfoundland en Labrador. Het is bij verre de grootste baai aan de westkust van het eiland Newfoundland.

## Geografie
St. George's Bay wordt in het zuiden begrensd door Cape Anguille, het westelijkste punt van Newfoundland; en in het noorden door Cape St. George, de westelijke kaap van het schiereiland Port au Port. Tussen beide kapen, daar waar de baai uitgeeft in de Saint Lawrencebaai, ligt een afstand van 64 km.
In het uiterste oosten van St. George's Bay, bij Stephenville Crossing, mondt het 22,5 km² grote St. George's-estuarium erin uit. Net ten westen daarvan ligt een bijna 13 km lange landtong die vrijwel nergens meer dan 250 meter breed is. Door jarenlange erosie werd de landtong smaller en een zware storm in 1960 zorgde voor een opening, waardoor het eiland Sandy Point ontstond. Het is door de aanwezigheid van zandduinen en zoutmoerassen een biologisch uniek gebied binnen de provincie. Aan de oevers van de baai liggen nog een aantal zandstranden, waaronder Black Bank Beach, hetgeen in Newfoundland een zeldzaamheid is.
Er monden verschillende rivieren uit in de baai, waaronder Little Barachois Brook, de Crabbes, de Middle Barachois, de Robinsons en Fischells Brook.
Een aanzienlijk deel van de kust van St. George's Bay wordt gevolgd door verschillende provinciale routes (op het meest zuidelijke kustgedeelte na). Het betreft van noord naar zuid Route 460, Route 490, Route 461, Route 403, Route 404 en Route 405.

### Plaatsen
Aan de oevers van de St. George's Bay liggen zeven gemeenten. Het betreft met name van noord naar zuid: Cape St. George, Port au Port West-Aguathuna-Felix Cove, Port au Port East, Kippens, Stephenville, Stephenville Crossing en St. George's. Daarnaast liggen aan de baai ook tientallen gemeentevrije dorpen en gehuchten. Het merendeel onder hen ligt aan de zuidoostkust, met daaronder Bay St. George South en plaatsen als Barachois Brook, Flat Bay, Journois en Fischells.
De belangrijkste plaats aan de baai is de gemeente Stephenville, die een regionale centrumfunctie uitoefent. Tezamen met het ermee vergroeide Kippens betreft het een bewoningskern met ruim 8600 inwoners (2016).

## Galerij

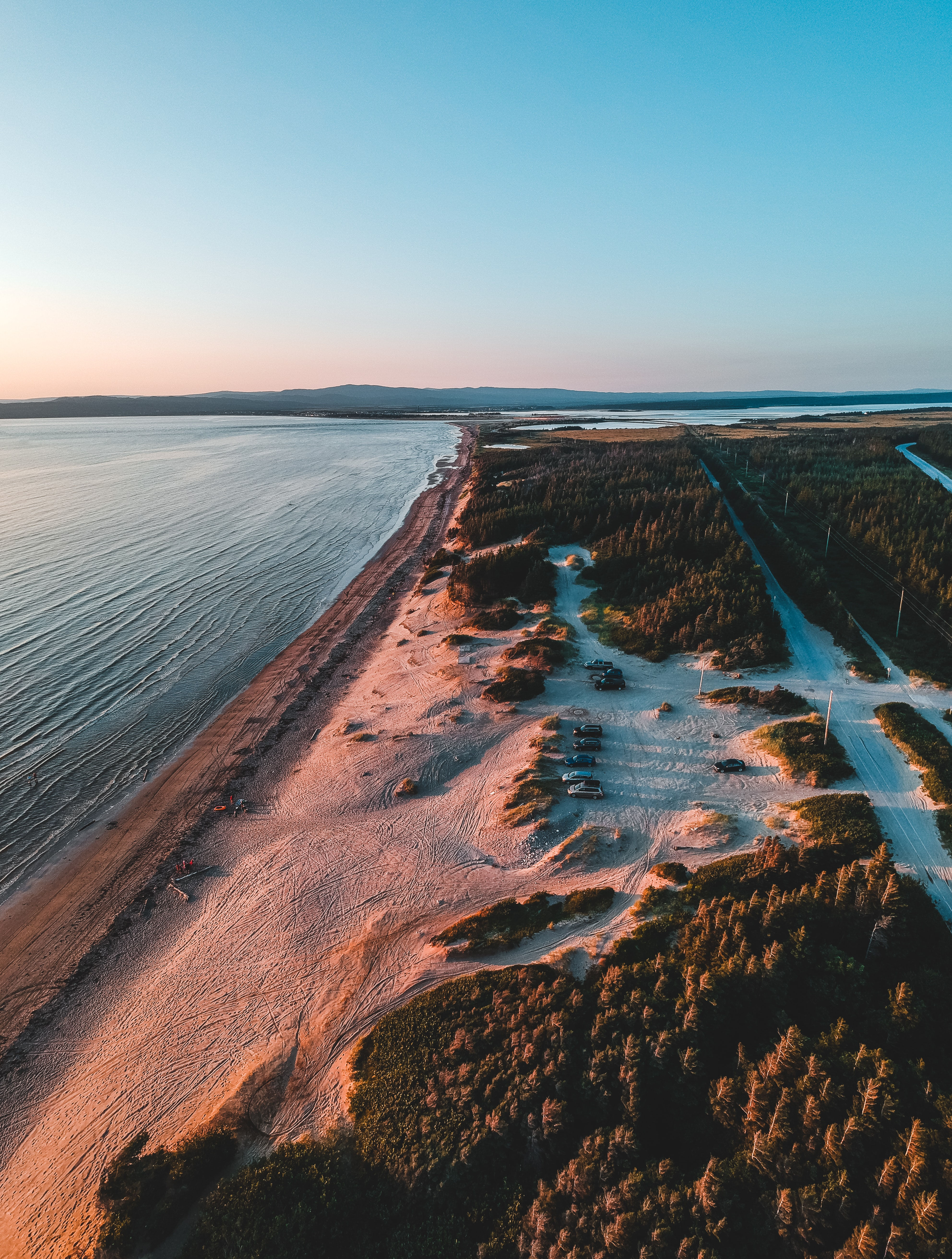
Black Bank Beach nabij de plaats Barachois Brook
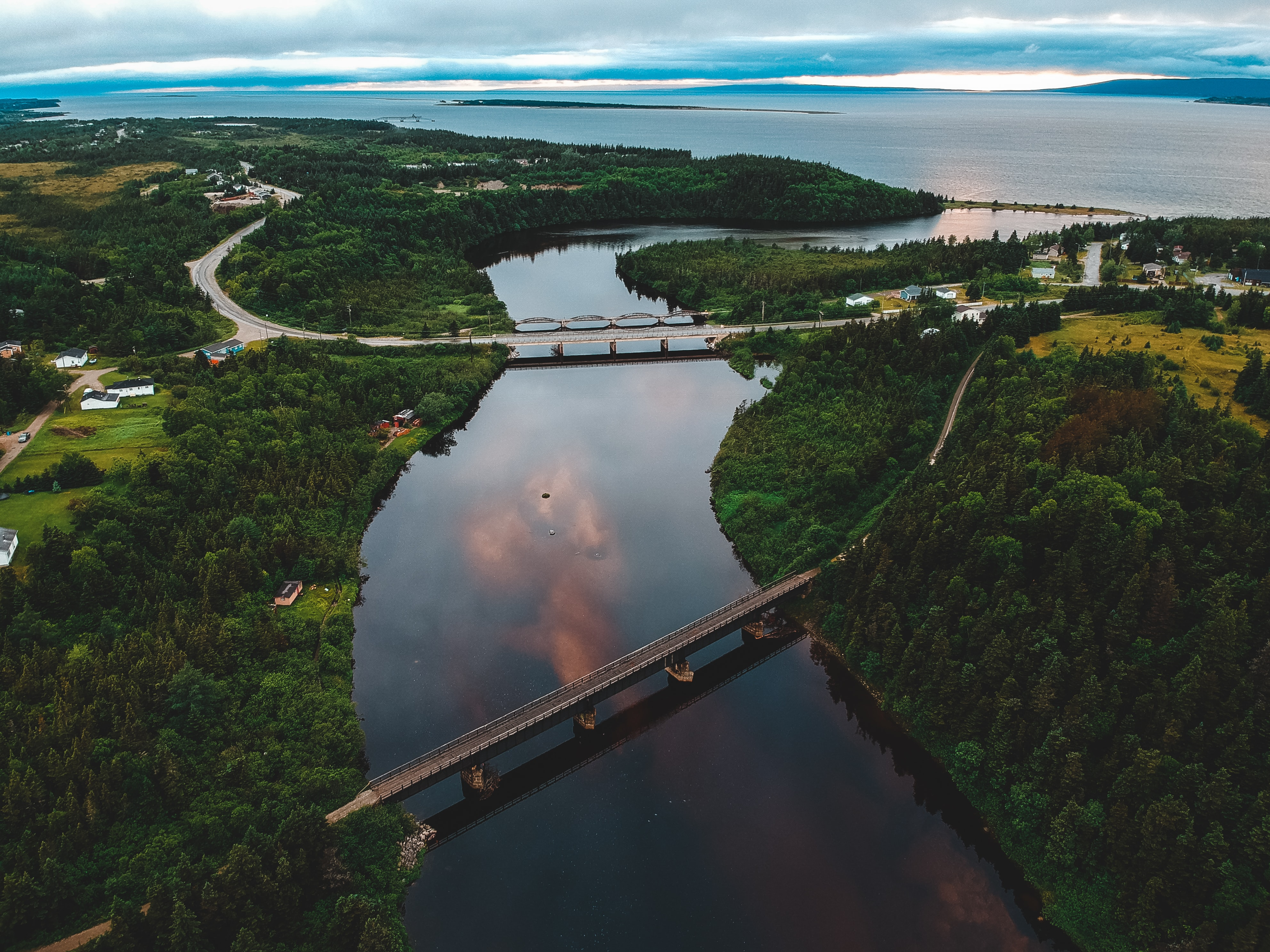
De monding van Little Barachois Brook in St. George's Bay. Op de achtergrond ligt Sandy Point
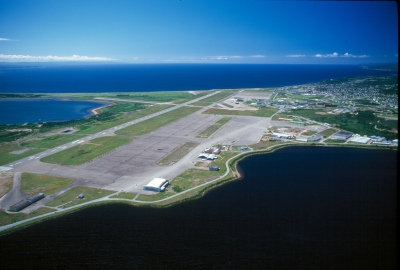
Zicht op Stephenville International Airport. Het zichtbare water is Noel's Pond (voorgrond), Port Harmon (midden) en St. George's Bay (achtergrond).
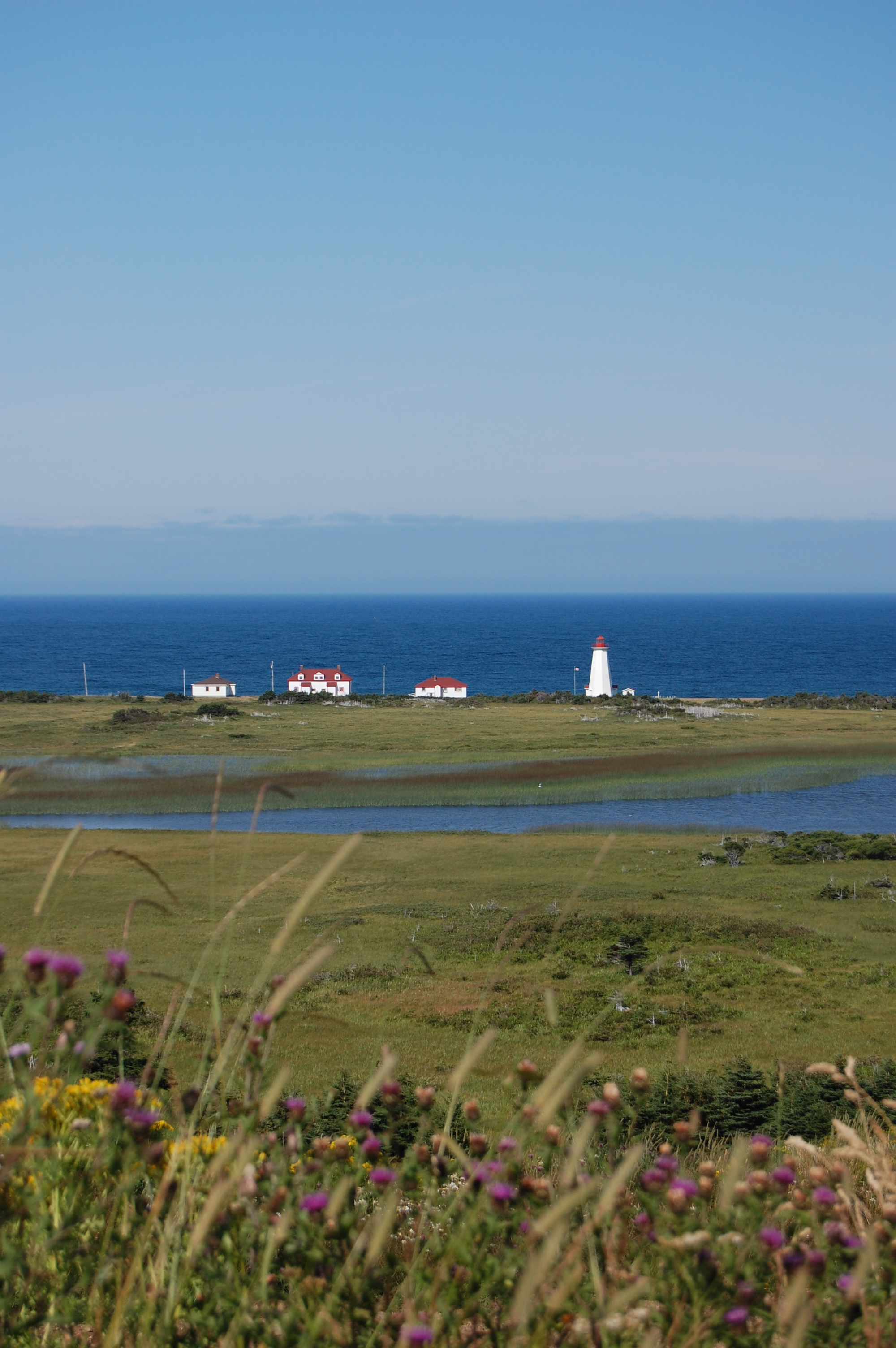
De vuurtoren van Cape Anguille, de zuidelijke kaap van de baai